# Ředhošť
Ředhošť je vesnice, část obce Mšené-lázně v okrese Litoměřice. Nachází se asi 3,5 kilometru západně od Mšeného.

## Historie
První písemná zmínka o vesnici pochází z roku 1203.

## Obyvatelstvo
|                                      | 1869 | 1880 | 1890 | 1900 | 1910 | 1921 | 1930 | 1950 | 1961 | 1970 | 1980 | 1991 | 2001 | 2011 |
| ------------------------------------ | ---- | ---- | ---- | ---- | ---- | ---- | ---- | ---- | ---- | ---- | ---- | ---- | ---- | ---- |
| Obyvatelé                            | 639  | 693  | 719  | 704  | 686  | 656  | 635  | 457  | 424  | 363  | 245  | 195  | 187  | 209  |
| Domy                                 | 117  | 123  | 136  | 143  | 143  | 143  | 146  | 151  | 133  | 117  | 99   | 120  | 122  | 124  |
| Tabulka zahrnuje údaje osady Loucká. |      |      |      |      |      |      |      |      |      |      |      |      |      |      |

## Hospodářství
Ve vsi se konají trhy s padesátiletou tradicí. Konají se vždy v sobotu a hlavně neděli dopoledne od 1. Neděle v březnu až do poslední neděle před Vánoci.

## Pamětihodnosti
- Kostel svatého Jiljí
- Výklenková kaple
- Usedlost čp. 42
- Socha biskupa

## Osobnosti
- Jaroslav Kučera (* 1946), fotograf

## Další fotografie

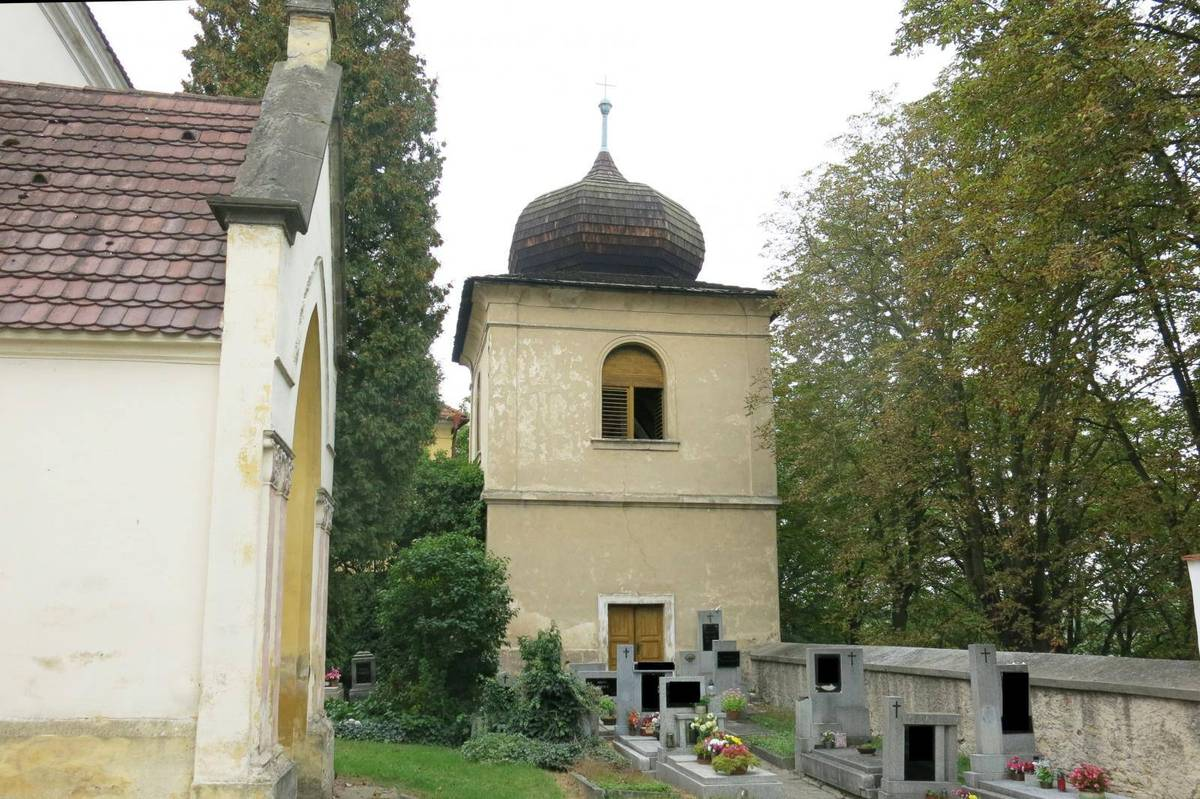
Barokní zvonice
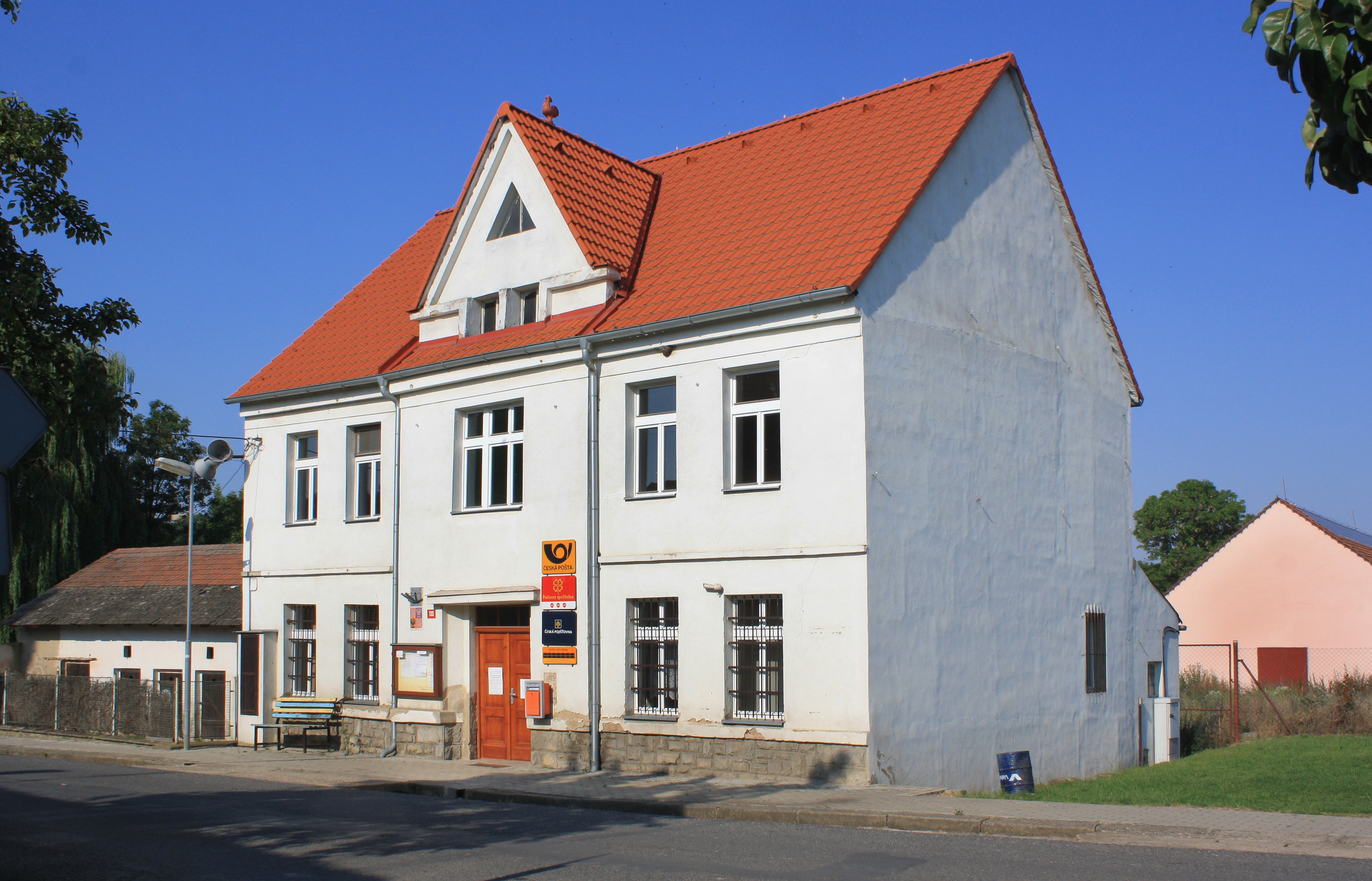
Bývalá pošta
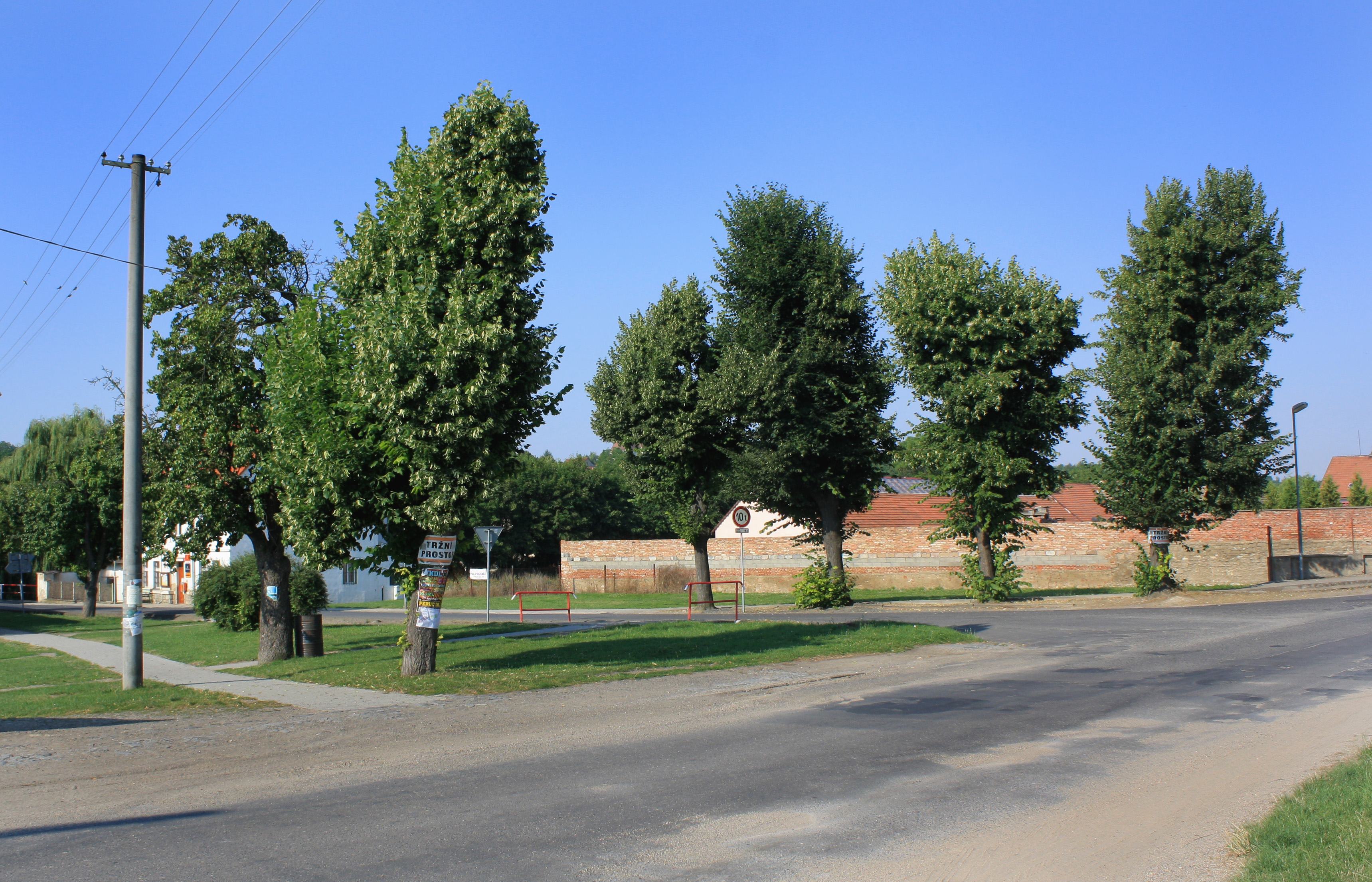
Malá alej na východě vsi
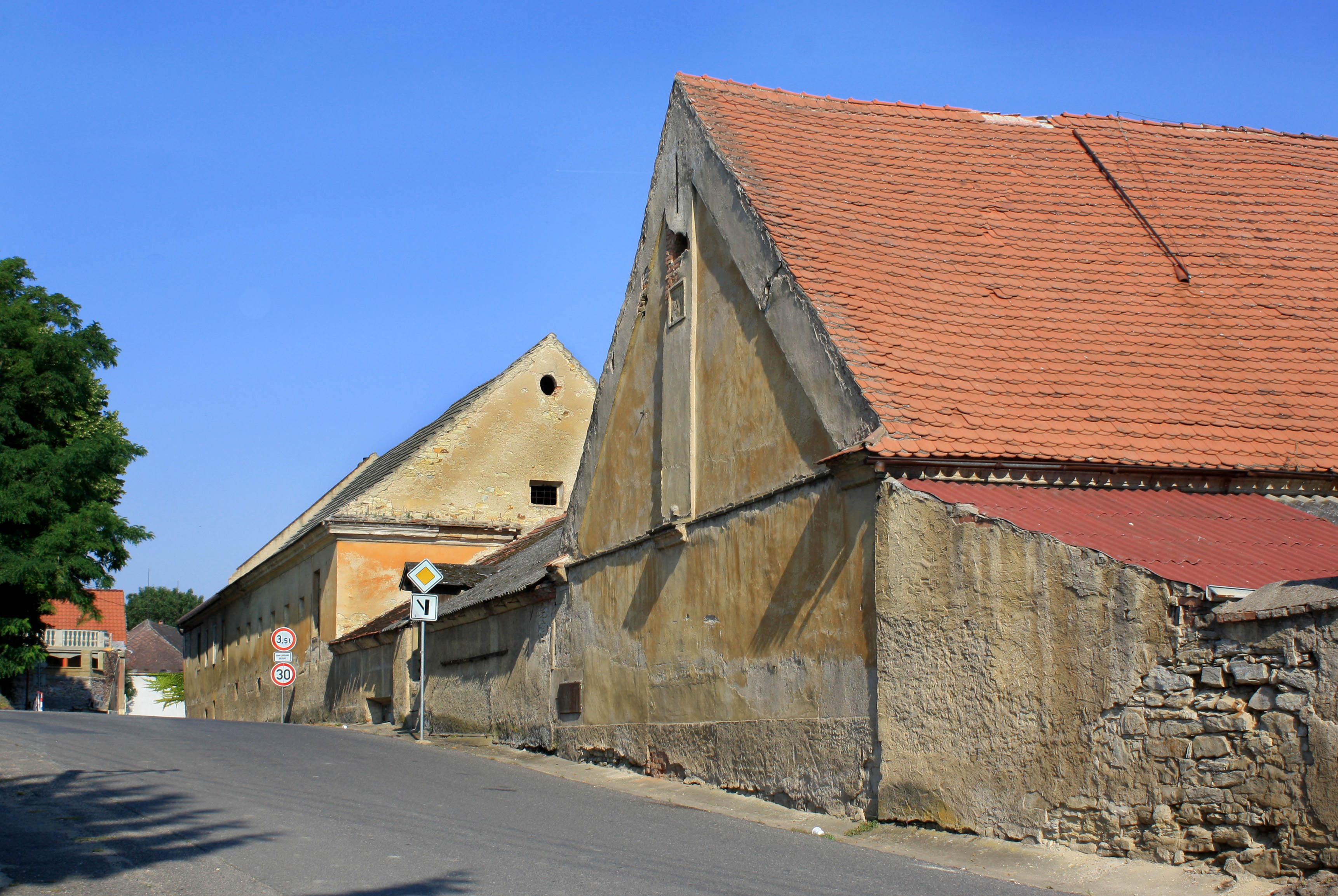
Bývalý velkostatek
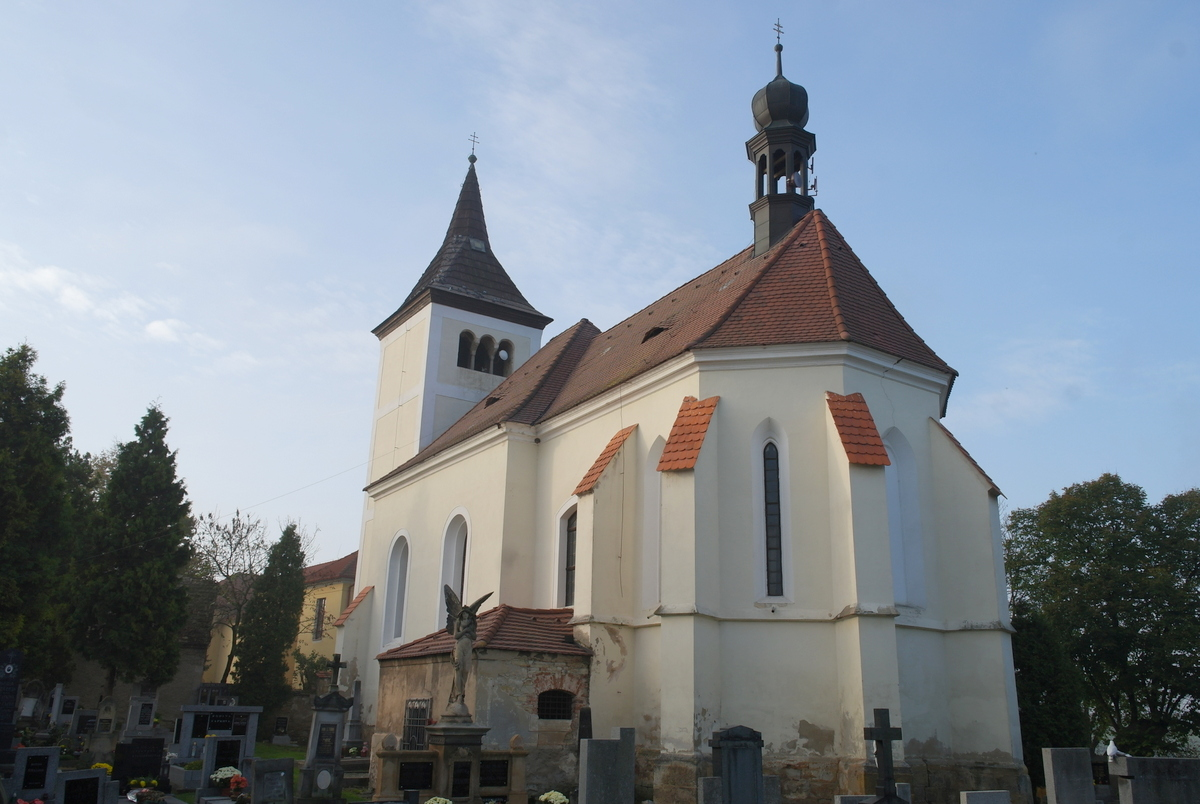
Kostel svatého Jiljí